# José Rebolledo de Palafox y Melzi
José Rebolledo de Palafox y Melzi (n. 28 octombrie 1775, Zaragoza, Aragon, Spania – d. 15 februarie 1847, Madrid, Noua Castilie⁠(d), Spania), copilul cel mai mic al unei vechi familii din Aragon, a fost un general spaniol, duce de Zaragoza, erou al Războiului de independență spaniol. 

## Biografie
Crescut la curtea Spaniei, intră de tânăr în rândul gărzilor regale și, în 1808 este locotenent, acompaniind familia regală în cadrul Convenției de la Bayonne, unde Napoleon I silește familia regală a Bourbonilor spanioli să abandoneze orice pretenții asupra coroanei. După ce încearcă în van să îi salveze pe regele Carol al IV-lea și pe Prințul Asturiei, Palafox este făcut prizonier, dar evadează și se întoarce în Spania. 

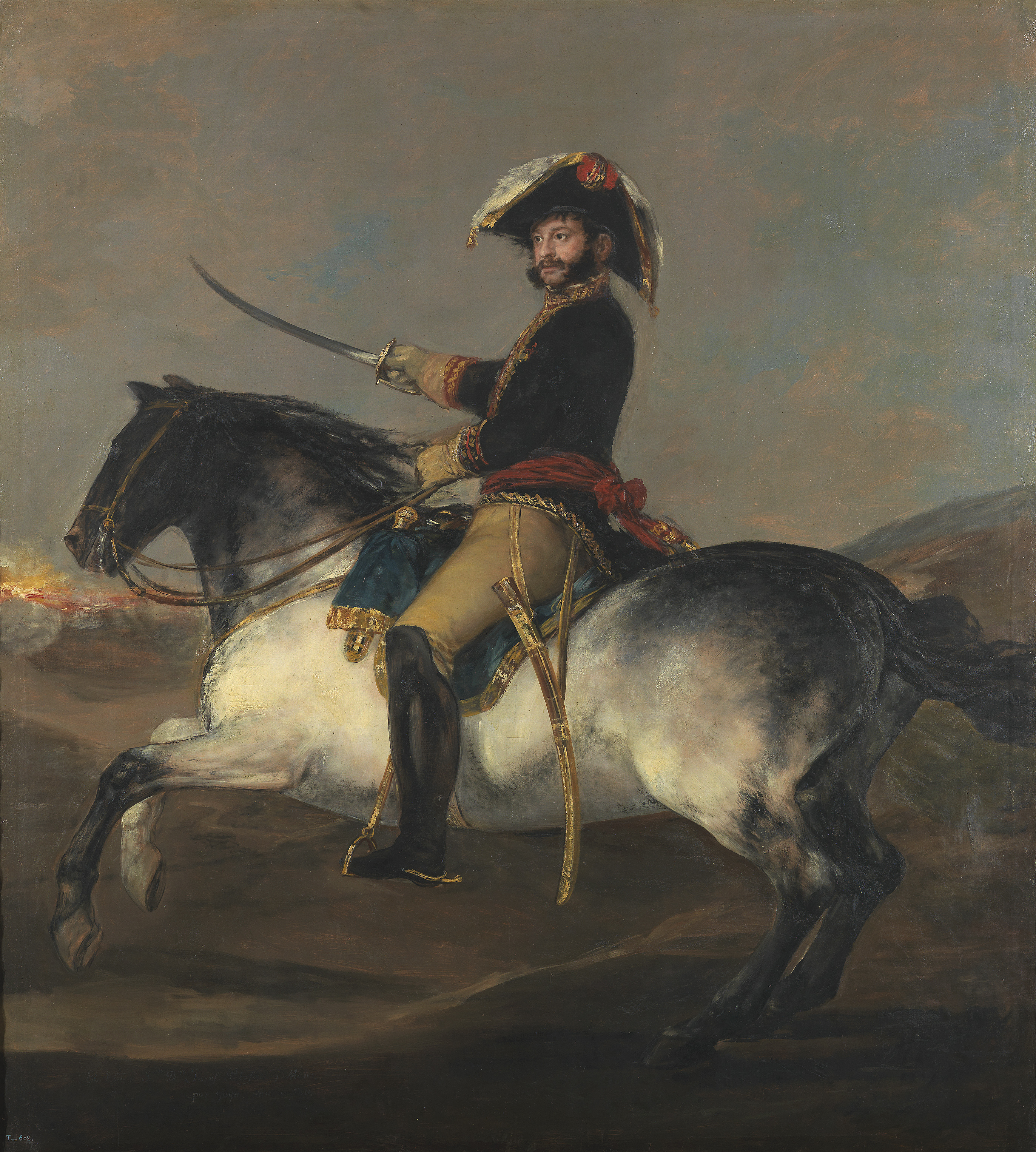
Generalul de Palafox, celebrul tablou al pictorului aragonez Francisco Goya.

După o scurtă perioadă de inactivitate, Palafox se pune în fruntea mișcării de rezistență care se opunea ocupantului francez în zona sa natală, Aragon. Este proclamat căpitan-general de Cortes-urile regiunii. În ciuda lipsei banilor și a trupelor regulate, nu ezită să treacă la atac, lansând o ofensivă în regiunile învecinate ale Cataloniei și Navarrei. Ca atare, o bătălie importantă se dă la Zaragoza, care se transformă într-o sângeroasă luptă de stradă, în cadrul căreia francezii au reușit să pună stăpânire, după o săptămână de lupte, pe jumătate din oraș. Cu toate acestea, fratele lui Palafox reușește să forțeze trecerea, împreună cu 3.000 de soldați. Stimulați de Palafox și de demagogii virulenți și hotărâți care influențau populația, locuitorii orașului decid să păstreze cu orice preț controlul cartierelor libere ale orașului, apărându-le cu dârzenie și decizând că, dacă va fi necesar, să se retragă spre periferia de pe celălalt mal al Ebrului, înainte de a fi distrus podul de peste acest râu. Luptele se mai prelungesc încă 9 zile și se încheie pe 14 august 1808, cu hotărârea francezilor de a se retrage, după 61 de zile de asediu. Palafox s-a imortalizat conducând luptele, precum și prin răspunsul oferit generalului francez Verdier, care îi trimisese cuvintele „paix et capitulation” („pace și capitulare”), cărora generalul spaniol le-a răspuns cu „guerra y cuchillo” („război la cuțite”). 
După această reușită, Palafox încearcă o scurtă campanie de eliberare a țării, dar, atunci când Napoleon în persoană intră în Spania în fruntea armatei sale, acesta din urmă distruge în doar câteva săptămâni armatele inamice, una după alta. Astfel, Palafox este obligat să se replieze spre Zaragoza unde este din nou asediat și luptă memorabil. Asediul se termină după 3 luni prin căderea orașului sau, mai degrabă, prin eradicarea rezistenței, grav încercată de boli și lupte printre ruinele orașului. El însuși bolnav, Palafox cade în mâinile francezilor, care îl vor ține prizonier la Vincennes până în decembrie 1813.  
În iunie 1814, este confirmat în funcția de căpitan-general al Aragonului și este numit duce de Zaragoza, dar curând se retrage din viața publică. Între 1820 și 1823 conduce gărzile regale ale lui Ferdinand al VII-lea, dar ia partea Constituției în cadrul manifestațiilor ce se declanșează în regat și, ca atare, îi sunt retrase toate onorurile și însărcinările date de rege. Restaurația spaniolă, adusă de baionetele franceze, a fost un triumf al absolutismului și al reacțiunii.
Parafox rămâne departe de viața publică timp de mulți ani. Primește de la regina Maria Cristina titlul de Grande de Spania în primă clasă și din 1836 ia parte la viața politică în calitate de senator.